# Yanfolila
Yanfolila est une ville  commune malienne, chef-lieu de la commune de Wassoulou-Ballé, et du cercle de Yanfolila, dans la région de Bougouni. Elle comptait 10 800 habitants en 2002.

## Géographie
Yanfolila se situe à 82 km au sud-ouest du chef-lieu régional Bougouni et à 5 km de la rive est de la rivière Wassoulou-Ballé , un affluent du Niger, au sud-est du réservoir de Sélingué. La ville occupe une cuvette à 370 m d'altitude. 
Administrativement, la ville est le chef-lieu de la commune de Wassoulou-Ballé et du cercle de Yanfolila dans la région de Bougouni au Mali. 
Par la route, la ville est distante de 240 km de Bamako, la capitale du Mali et de 290 km de Sikasso la capitale régionale. La route nationale 8, asphaltée, relie Yanfolila à Bougouni, la capitale du cercle voisin (à 82 km), ainsi que Kalana, seconde ville du cercle de Yanfolila (à 53 km). La frontière guinéenne est à 29 km et les villes de Guinée sont à 100 km pour Mandiana, 185 km pour Kankan. La Côte d'Ivoire est distante de 120 km et la ville ivoirienne d'Odienné de 215 km.

## Histoire
Yanfolila appartient à la chefferie ou canton du Ba-Sidibé une des composantes du pays Wassoulou,.

## Démographie
| 1976  | 1987  | 1998  | 2009   |
| ----- | ----- | ----- | ------ |
| 3 837 | 4 995 | 8 819 | 15 829 |

## Infrastructures et services
Depuis janvier 2005, Yanfolila est connecté à l'Internet en utilisant une connexion satellite (VSAT), grâce à un centre Helen Keller International (en).